# 黄金の床几

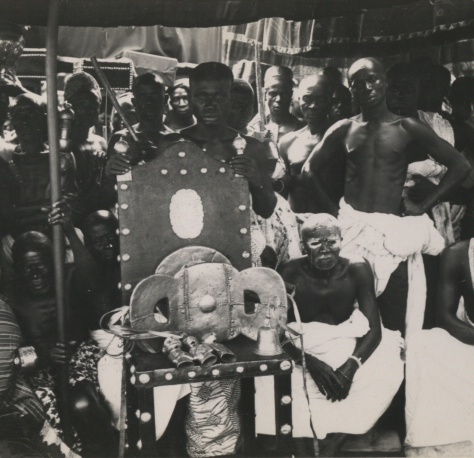
黄金の床几 (1935)

黄金の床几を中心に描いたアシャンティ人の旗

黄金の床几（おうごんのしょうぎ、英語: Golden Stool, トウィ語: Sika 'dwa）は、アシャンティ人の王家が保有する神聖な玉座であり、「民族統合の象徴」である。伝説によれば、アサンテ連合を作った2人のうちのひとりである神官オコンフォ・アノキェが空から床几を出してきて初代の国王オセイ・トゥトゥの膝におろしたという。この種の床几は伝統的に族長の指導権を象徴するものであるが、黄金の床几は生ける者、死せる者、いまだ生まれぬ者を含めたアシャンティ王国の人々すべての魂が住まうと信じられている。

## 象徴と儀礼
椅子は持ち主の魂の座であると考えられ、他の魂が通り過ぎるときに休んでしまわないよう、使われていない時は壁に立てかけられることになっている。玉座は決して地面に直接触れてはならず、かわりに毛布の上に置かれる。即位の際には、新しい王を床几の上で持ち上げて降ろすという儀礼を行うが、この時床几に触れてはいけない。アシャンティの最高指導者のみが直接床几を扱ってよいことになっているため、玉座は枕にのせて王のところに運ばれる。

## 歴史上の紛争
玉座の所有をめぐって何度も戦乱が起こっている。1896年、アシャンティの王プレンペー1世は戦争に負けて玉座も失うことを怖れて国外に退去した。1900年に英領ゴールド・コースト総督であったサー・フレデリック・ホジソンは黄金の床几に座ろうとし、床几を捜索するよう命じた。このせいで黄金の床几戦争と呼ばれる武装蜂起が発生し、結果としてアシャンティ王国は大英帝国に併合されたが、黄金の床几の聖性は保持された。1921年にアフリカの道路工事業者が床几を見つけて金の装飾を剥ぎ取った。犯人は英国により保護観察下に置かれた後、地元の習慣にのっとった裁判にかけられて死刑宣告を受けたが、英国が介入してこの一団は死刑ではなく追放処分となった。 この時、床几について介入をしないという保証が英国から出たため、床几は隠し場所から出されることになった。1935年、黄金の床几はプレンペー2世の戴冠儀礼に用いられた。

## 外観と細工
黄金の床几は46センチの高さでカーブを描いた座席がついており、幅は61センチで深さは30センチである。表面は全て黄金の象嵌で飾られており、王に危険が迫っていることを警告するための鈴がかけてある。あまり人目に触れることはなく、数人の王室関係者しか保管場所を知らない。族長の葬儀のためにレプリカが作られることもあり、族長の葬儀の際には世代を超える力の象徴として儀礼的に動物の血で黒く塗られる。現在でもアシャンティの人々にとっては継承と力の象徴として扱われている。